# Trochosa hispanica
Trochosa hispanica är en spindelart som beskrevs av Simon 1870. Trochosa hispanica ingår i släktet Trochosa och familjen vargspindlar. Inga underarter finns listade i Catalogue of Life.